# معمرات (المسيمير)

تعديل مصدري - تعديل

معمرات هي إحدى قرى عزلة المسيمير بمديرية المسيمير التابعة لمحافظة لحج، بلغ تعداد سكانها 189 نسمة حسب تعداد اليمن لعام 2004.